# Rio Queique
Queique (em árabe: قويق; romaniz.: Quwayq, [quˈwajq] ; árabe levantino: ʾWēʾ, [ʔwɛːʔ]), anteriormente conhecido como Belo (em latim: Belus; em grego: Βήλος; romaniz.: Bḗlos) e no Ocidente às vezes chamado de Alepo, é um rio e vale da província de Alepo na Síria e numa pequena porção da Turquia. Possui aproximadamente 129 quilômetros de extensão e seu fluxo é intermitente.

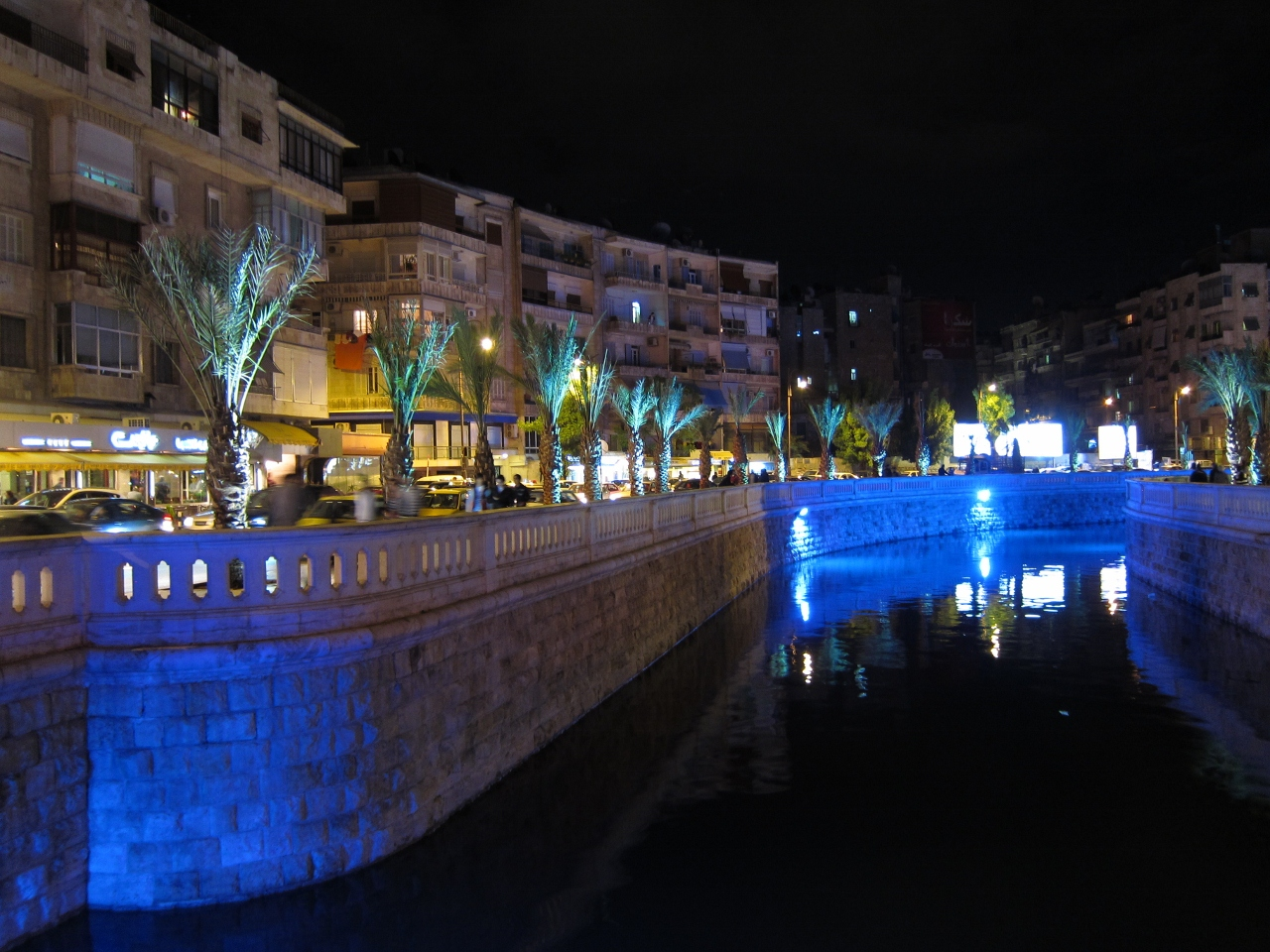
Rio Queique atravessando a cidade de Alepo

O rio nasce no planalto de Aintabe, no sul da Turquia. Destaca-se o rio Acpenar, na província de Quilisse, um dos primeiros afluentes do rio. Uma vez na Síria, irriga a região fértil de Dabique (مرج دابق Marj Dabiq ) e depois flui para a cidade de Alepo. Seguindo o leito do rio chega-se ao sítio histórico de Quinacerim. Ali, o seu canal divide-se ao longo da depressão Matá. O vale é habitado há milhares de anos e, nos tempos antigos, o vale do Queique era reconhecido pelas suas indústrias de sílex e cerâmica.
O rio passou por um período de estiagem no final da década de 1960, devido a projetos de irrigação do lado turco da fronteira. Recentemente, a água do rio Eufrates foi desviada para restaurar o curso do rio e, assim, irrigar a agricultura nas planícies a sul de Alepo. Para revitalizar o rio, a Estação de Bombeamento de Água Tal Hasel foi inaugurada em 2008 na zona rural da cidade. A estação voltou a funcionar em julho de 2022, depois a atividade ter sido suspensa em 2012 após a ocupação da área por organizações terroristas.

## Massacre do Queique
No final de janeiro de 2013, durante a Guerra Civil Síria, mais de 100 corpos foram desovados ou estavam boiando no rio em partes controladas pelas forças rebeldes do distrito de Bustan al-Qasr, em Alepo. Eles normalmente eram encontrados amordaçados com as mãos amarradas e ferimentos de bala na cabeça. A culpa pelos assassinatos foi amplamente atribuída ao regime político de Bashar al-Assad, uma vez que os corpos geralmente vinham a jusante da área controlada pelo governo. Entre fevereiro e março de 2013, cerca de 80 a 120 corpos adicionais foram recuperados do rio.
O Instituto Sírio de Justiça investigou o caso e organizou uma conferência de imprensa para revelar a veracidade desses crimes. Abdulkader Mandou, chefe do Instituto e advogado dos direitos humanos do país, está liderando este caso.

## Galeria

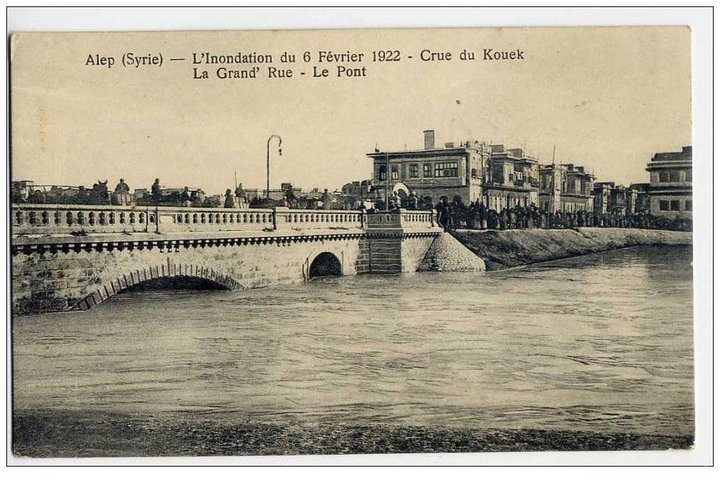
Cheia do Queique em 1922.
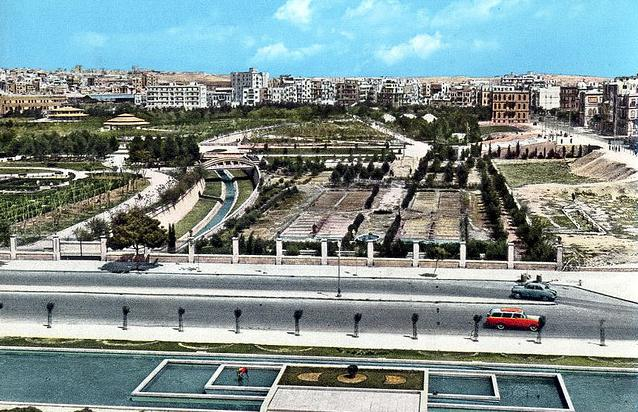
O rio cruzando um parque público de Alepo.
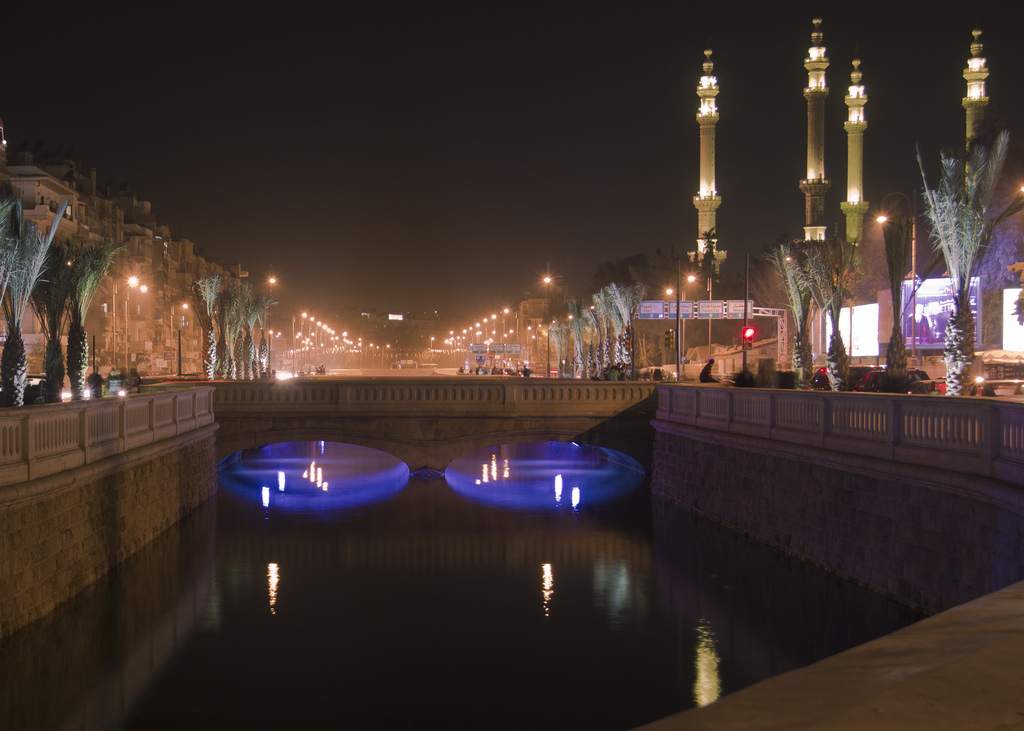
O rio atravessando centro de Alepo.